# 特里波利斯
特里波利斯（希臘語：Τρίπολη），又译为的黎波里，是希腊伯罗奔尼撒大区阿卡迪亚专区的市镇，为该大区及专区的首府。位于伯罗奔尼撒半岛中部。市镇面积为1,475.8平方公里。2021年人口数量为44,165人。
现今的市镇是在2011年地方政府改革中设立的，由原8个市镇合并而成，原市镇则称为新市镇的8个市区。特里波利斯市区（即原特里波利斯市镇）的面积为119.287平方公里，2021年人口数量为33,026人。

## 历史
现在的特里波利斯是于1770年建在三座古城的遗址上，“特里波利斯”在希腊语就是“三座城市”之意。在希腊独立战争前，该城是奥斯曼帝国统治伯罗奔尼撒半岛的行政中心，拥有大量的穆斯林和犹太人。1821年，该城被希腊起义者围攻，随后发生了针对穆斯林和犹太人的大屠杀。1825年6月22日，穆斯林将领易卜拉欣帕夏重新夺取该地，并对基督徒实施报复性屠杀，1828年土耳其大撤退时又将城市破坏，拆除了围墙。1834年该城重建。